# 細網新單角介
細網新單角介（学名：Neomonoceratina microreticulata）为浪花介科新單角介屬下的一个种。